# イン・ユア・マインド (あなたの心に)
『イン・ユア・マインド (あなたの心に)』（In Your Mind）は、イングランドのロック・ミュージシャンのブライアン・フェリーが1977年に発表した4作目のソロ・アルバムである。

## 解説

### 経緯
フェリーは1976年6月にロキシー・ミュージックの解散を宣言し、7月に前作『レッツ・スティック・トゥゲザー』を発表した。さらにロンドン交響楽団とロイヤル・フィルハーモニー管弦楽団が演奏する映画『映画と実録でつづる第二次世界大戦』のサウンドトラック・アルバムのレコ―ディングに参加して、「シーズ・リーヴィング・ホーム」を歌った。
同年後半、本作の制作がロンドンのAIRスタジオで始まった。アルバム『愚かなり、わが恋』（1973年）と前作のエンジニアだったスティーヴ・ナイがフェリーと共同でプロデューサーを務め、前作に引き続いてジョン・ウェットン、クリス・スペディング、ポール・トンプソン、メル・コリンズらが参加した。

### 内容
本作は通算4作目にして、初めてオリジナルの新曲だけから構成されるアルバムである。全8曲は全てフェリー作で、うち一曲はロキシー・ミュージックのアルバムや『レッツ・スティック・トゥゲザー』のプロデューサーを務めたクリス・トーマスとの共作である。
本作の発表と相前後して、「明日への誘い」が1977年2月にシングル発表され、全英シングルチャートで最高位9位を記録。本作は同月発表され、全英アルバムチャートで最高位5位に達した。5月には「TOKYO JOE」がシングル発表され、全英チャートで最高位15位を記録した。

## 収録曲

### オリジナルLP
| #         | タイトル                                            | 作詞・作曲  | 時間  |
| --------- | --------------------------------------------------- | ----------- | ----- |
| 1.        | 「明日への誘い This Is Tomorrow」                   | Bryan Ferry | 3:40  |
| 2.        | 「オール・ナイト・オペレーター All Night Operator」 | Ferry       | 3:10  |
| 3.        | 「ワン・キッス One Kiss」                           | Ferry       | 3:36  |
| 4.        | 「激しく愛してもう一度 Love Me Madly Again」        | Ferry       | 7:28  |
| 合計時間: | 合計時間:                                           | 合計時間:   | 17:54 |

| #         | タイトル                                              | 作詞・作曲          | 時間  |
| --------- | ----------------------------------------------------- | ------------------- | ----- |
| 1.        | 「TOKYO JOE Tokyo Joe」                               | Ferry               | 3:54  |
| 2.        | 「パーティー・ドール Party Doll」                     | Ferry               | 4:33  |
| 3.        | 「ロック・オブ・エイジズ Rock of Ages」               | Ferry, Chris Thomas | 4:31  |
| 4.        | 「イン・ユア・マインド（あなたの心に） In Your Mind」 | Ferry               | 5:19  |
| 合計時間: | 合計時間:                                             | 合計時間:           | 18:17 |

### CD
| #         | タイトル                                              | 作詞・作曲          | 時間  |
| --------- | ----------------------------------------------------- | ------------------- | ----- |
| 1.        | 「明日への誘い This Is Tomorrow」                     | Bryan Ferry         | 3:40  |
| 2.        | 「オール・ナイト・オペレーター All Night Operator」   | Ferry               | 3:10  |
| 3.        | 「ワン・キッス One Kiss」                             | Ferry               | 3:36  |
| 4.        | 「激しく愛してもう一度 Love Me Madly Again」          | Ferry               | 7:28  |
| 5.        | 「TOKYO JOE Tokyo Joe」                               | Ferry               | 3:54  |
| 6.        | 「パーティー・ドール Party Doll」                     | Ferry               | 4:33  |
| 7.        | 「ロック・オブ・エイジズ Rock of Ages」               | Ferry, Chris Thomas | 4:31  |
| 8.        | 「イン・ユア・マインド（あなたの心に） In Your Mind」 | Ferry               | 5:19  |
| 合計時間: | 合計時間:                                             | 合計時間:           | 36:11 |

## 参加メンバー

### ミュージシャン
参加ミュージシャンの名前は謝辞の形式で列挙されており、各々が演奏した楽器名と収録曲名は記載されていない。
Thanks to the following musicians:
- John Porter
- Paul Thompson
- John Wetton
- Chris Spedding
- David Skinner
- Ann Odell
- Neil Hubbard
- Mel Collins
- Chris Mercer
- Martin Drover
- Ray Cooper
- Morris Pert
- Frankie Collins
- Paddie McHugh
- Dyan Birch
- Jacquie Sullivan
- Helen Chappelle
- Doreen Chanter
- Preston Hayward
- Phil Manzanera

### その他関係者
- Strings arranged by Ann Odell
- Horns arranged by Chris Mercer and Martin Drover

- Engineered by Steve Nye assisted by Ross Cullum and Nigel Walker

With special thanks to John Punter, Chris Thomas, Geoff Haslam and Bill Price
- Photography by Monty Coles
- Designed by Nicholas de Ville
- Artwork by Bob Bowkett at C.C.S.

- Produced by Bryan Ferry and Steve Nye

## ツアー
フェリーは1977年2月初旬から同年7月末までワールド・ツアーを行なった。彼以外のメンバーは本作の制作に参加したジョン・ウェットン（ベース、ヴォーカル）、クリス・スペディング（ギター）、フィル・マンザネラ（ギター）、アン・オデール（キーボード、ヴォーカル）、ポール・トンプソン（ドラムス）、メル・コリンズ（サクソフォーン）、マーチン・ドローヴァー（トランペット）、クリス・マーサー（サクソフォーン）。本作からは「明日への誘い」、「オール・ナイト・オペレーター」、「激しく愛してもう一度」、「パーティー・ドール」、「イン・ユア・マインド (あなたの心に)」が演奏された。
6月初旬には初来日し、5日と9日に東京、6月6日に大阪で公演を行なった。さらに9日には、渋谷のNHK放送センターの101スタジオで総合テレビジョンの『ヤング・ミュージック・ショー』の公開録画を行なった。